# Південно-Західна Фінляндія
Південно-Західна Фінляндія (фін. Varsinais-Suomi) — приморська провінція на південному заході Фінляндії. Населення — 465 012 осіб, густота населення 43,61 чол./км². Загальна площа — 20 537,76 км²: морська акваторія — 9,628,62 км², територія — 10 909,14 км², зокрема прісноводні водойми — 247,53 км². Адміністративний центр — муніципалітет Турку (майже 40 % від загального населення краю). Шведська назва провінції — Egentliga Finland, також провінція ще називається «Справжня Фінляндія».

## Географія

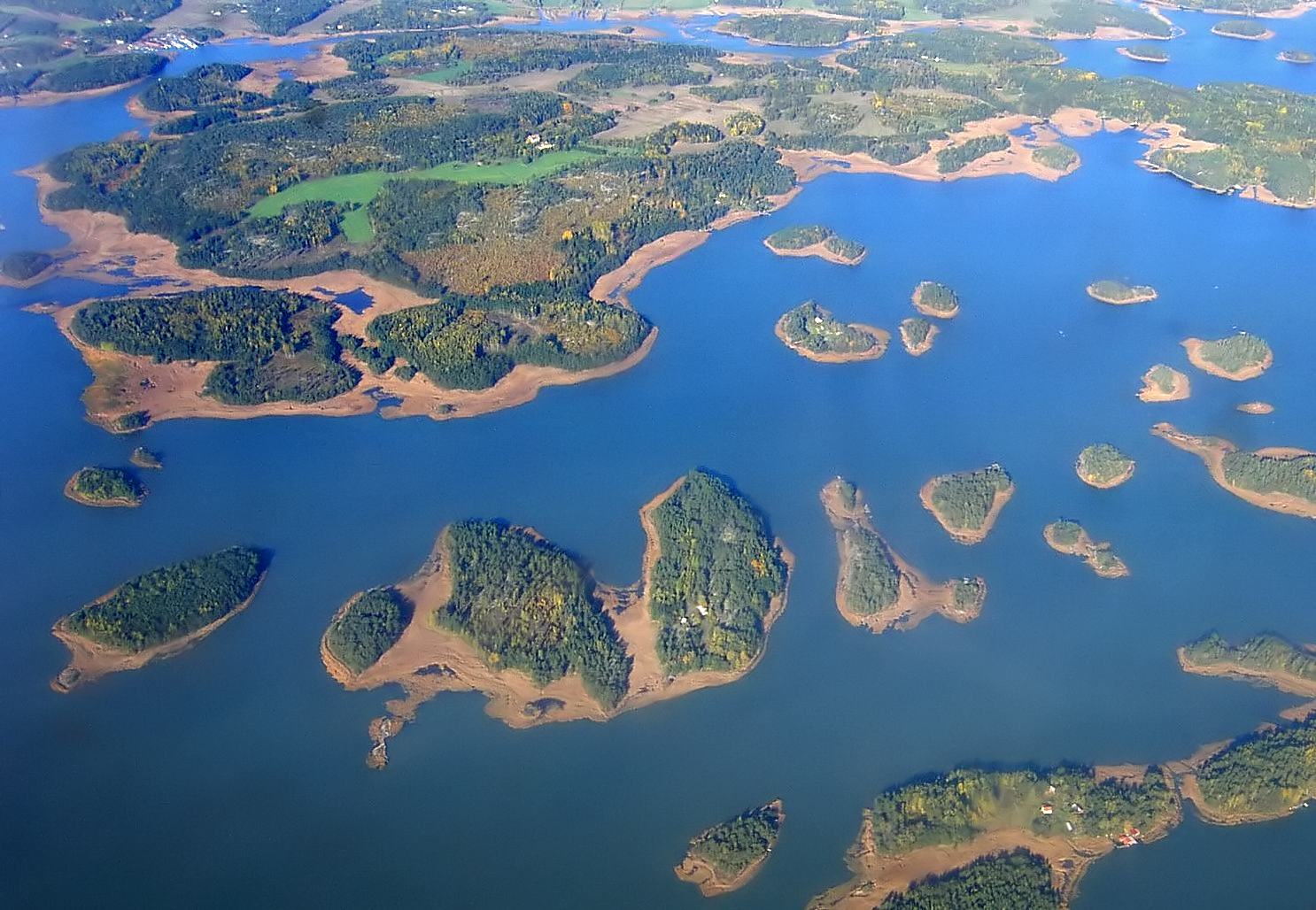
Шхери біля міста Наанталі.

Провінція є прибережною — омивається Балтійським морем, а саме: з півдня Фінською затокою, з південного заходу так званим Архіпелаговим морем, із заходу Ботнічною затокою. До складу провінції відносяться десятки тисяч островців Архіпелагового моря, які називають шхерами. Шхери густо вкриті лісами. Приморське узбережжя є дуже мальовничим та має низку історичних і культурних об’єктів, що приваблюють туристів, зокрема це міста Турку, Наанталі, Галікко.
Провінція є внутрішньофінською та не має державних кордонів. Має морську межу із автономією Аландські острови, з інших боків має сухопутні межі: на півночі — з провінцією Сатакунта, що, як і власне Південно-Західна Фінляндія, належить до ляні Західна Фінляндія, на сході межує з провінціями Канта-Гяме та Уусімаа, які належать до ляні Південна Фінляндія.
Континентальна частина має підвищений рельєф. Найвища точка (163,9 м) — пагорб Сярямякі (фін. Särämäki) біля містечка Кіікала в муніципалітеті Сало. У провінції багато дубових лісів

## Історія
До 1 січня 2010 року належала до ляні Західна Фінляндія

## Демографія

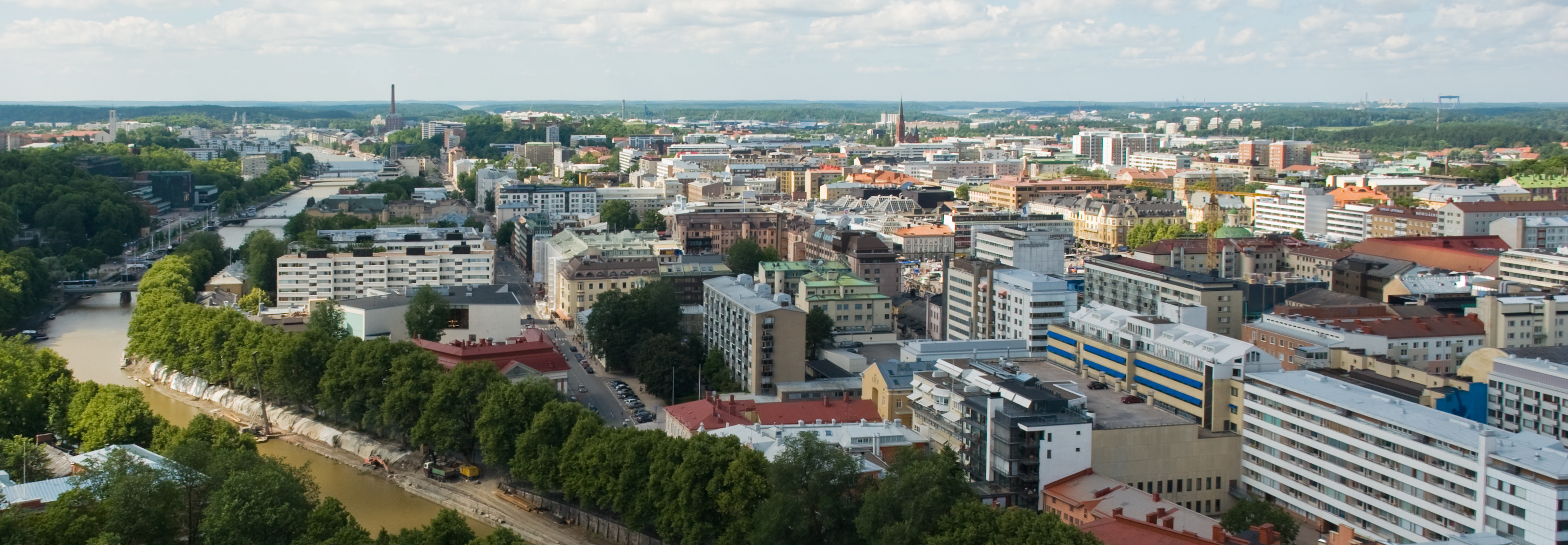
Середмістя Турку.

Населення провінції — 465 012 осіб, що робить її третьою за чисельністю у Фінляндії. У Турку та навколишніх районах сконцентровано 2/3 населення. Віддаленні від узбережжя райони є менш заселеними.
Населення переважно фіномовне, проте у прибережних та острівних муніципалітетах є значні шведськомовні громади (5,7 % населення провінції). В острівних муніципалітетах Лянсі-Турунмаа та Кемійонсаарі переважає шведська мова, у прибережному Турку шведська використовується як мова меншини, інші муніципалітети є одномовними (фіномовними). Поточна ситуація склалася історично, оскільки шведські завоювання Фінляндії відбувалися саме з південно-західного узбережжя провінції.

## Адміністративний поділ

Мапа субрегіонів провінції Споконвічна Фінляндія

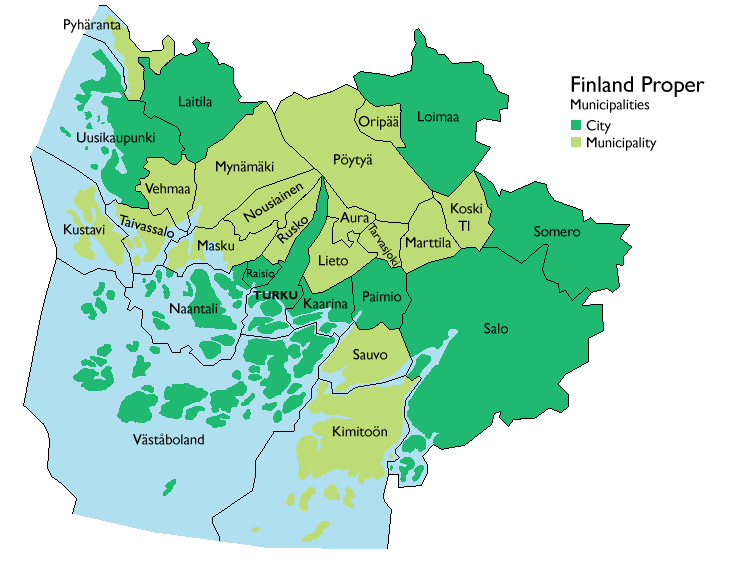
Мапа муніципалітетів провінції Споконвічна Фінляндія

Провінція складається із 28 муніципалітетів, з них 11 міського типу і 17 загального. Муніципалітети згруповані у п’ять субрегіонів: 
Вакка-Суомі, Лоімаа, Салон, Турун та Турунмаа.
| Герб | Назва          | Фінською       | Фото | Тип муніци- палітету | Населен- ня (осіб) | Площа (км²) | Щільність (осіб/км²) | Субрегіон   | Утво- рено |
| ---- | -------------- | -------------- | ---- | -------------------- | ------------------ | ----------- | -------------------- | ----------- | ---------- |
|      | Турку          | Turku          |      | міський              | 177 430            | 306         | 722.23               | Турун       | 1229       |
|      | Сало           | Salo           |      | міський              | 55 243             | 2168        | 27.81                | Салон       | 1887       |
|      | Кааріна        | Kaarina        |      | міський              | 30 924             | 179         | 205.69               | Турун       | 1869       |
|      | Райсіо         | Raisio         |      | міський              | 24 401             | 50          | 500.43               | Турун       | 1292       |
|      | Наанталі       | Naantali       |      | міський              | 18 782             | 688         | 60.3                 | Турун       | 1443       |
|      | Лоймаа         | Loimaa         |      | міський              | 16 907             | 852         | 19.94                | Лоімаа      | 1921       |
|      | Уусікаупункі   | Uusikaupunki   |      | міський              | 15 828             | 1933        | 31.49                | Вакка-Суомі | 1617       |
|      | Ліето          | Lieto          |      | загальний            | 16 257             | 200         | 81.9                 | Турун       | 1331       |
|      | Лянсі-Турунмаа | Länsi-Turunmaa |      | міський              | 15 484             | 5548        | 17.56                | Турунмаа    | 2009       |
|      | Пайміо         | Paimio         |      | міський              | 10 411             | 242         | 43.68                | Турун       | 1997       |
|      | Сомеро         | Somero         |      | міський              | 9,320              | 698         | 13.96                | Салон       | 1867       |
|      | Маску          | Masku          |      | загальний            | 9,470              | 204         | 54.15                | Турун       | -          |
|      | Лайтіла        | Laitila        |      | міський              | 8,438              | 545         | 15.87                | Вакка-Суомі | 1868       |
|      | Пьовтюя        | Pöytyä         |      | загальний            | 8,498              | 774         | 11.33                | Лоімаа      | -          |
|      | Мюнямякі       | Mynämäki       |      | загальний            | 8,042              | 536         | 15.47                | Турун       | -          |
|      | Кемійонсаарі   | Kemiönsaari    |      | загальний            | 7,198              | 2801        | 10                   | Турунмаа    | 2009       |
|      | Руско          | Rusko          |      | загальний            | 5,821              | 128         | 46                   | Турун       | -          |
|      | Ноусіаінен     | Nousiainen     |      | загальний            | 4,860              | 199         | 24                   | Турун       | 1867       |
|      | Аура           | Aura           |      | загальний            | 3,913              | 96          | 41                   | Лоімаа      | 1917       |
|      | Сауво          | Sauvo          |      | загальний            | 3,043              | 300         | 12                   | Турун       | -          |
|      | Коскі          | Koski          |      | загальний            | 2,439              | 192         | 13                   | Лоімаа      | 1869       |
|      | Вехмаа         | Vehmaa         |      | загальний            | 2,377              | 202         | 13                   | Вакка-Суомі | 1869       |
|      | Пюгяранта      | Pyhäranta      | -    | загальний            | 2,229              | 292         | 16                   | Вакка-Суомі | -          |
|      | Марттіла       | Marttila       |      | загальний            | 1,996              | 196         | 10                   | Лоімаа      | 1409       |
|      | Тайвассало     | Taivassalo     |      | загальний            | 1,703              | 218         | 12                   | Вакка-Суомі | 1155       |
|      | Оріпяа         | Oripää         |      | загальний            | 1,417              | 118         | 12                   | Лоімаа      | -          |
|      | Куставі        | Kustavi        |      | загальний            | 0,873              | 770         | 5                    | Вакка-Суомі | 1874       |